# Penensetensetep
Penensetensetep (fl. XVIII-XVII secolo a.C.) è stato un ipotetico sovrano egizio, inserito nella XIV dinastia.

## Biografia
Questo sovrano, come molti altri della stessa dinastia, è conosciuto solamente attraverso il Canone Reale.
L'analisi stilistica dei glifi utilizzati nella scrittura del nome di questo sovrano hanno portato gli egittologi che hanno studiato il Canone Reale a proporre l'ipotesi che si tratti di un nome fittizio ossia corrispondente a un sovrano mai esistito e inserito, non si sa per quale ragione, nel documento che servì da fonte per la stesura del Canone Reale.

## Liste reali
| p · n · n | s | K3 · t · t | n | s | p · t |

| p · n · n | s | K3 · t · t | n | s | p · t |

| p · n · n | s | K3 · t · t | n | s | p · t |

| p · n · n | s | K3 · t · t | n | s | p · t |

| p · n · n | s | K3 · t · t | n | s | p · t |

| p · n · n | s | K3 · t · t | n | s | p · t |

| p · n · n | s | K3 · t · t | n | s | p · t |

| p · n · n | s | K3 · t · t | n | s | p · t |

## Cronologia
| Periodo                    | Dinastia | periodo di regno                            |
| Secondo periodo intermedio | XIV      | tra il 1720 a.C. e il 1630 a.C. (± 50 anni) |

| predecessore: Mer?en?... | Signore del Basso e dell'Alto Egitto | successore: Kheretheb Shepesu |

| Dinastie contemporanee | Capitale |
| XIII                   | Ity Tawy |